# Dettighofen, Waldshut
Dettighofen là một xã ở huyện Waldshut trong bang Baden-Württemberg thuộc nước Đức. Đô thị này có đường biên với Thụy SĨ. Diện tích đô thị này là 14,39 km2.